# Klokgravencultuur

Baltische culturen in de ijzertijd
Samland-Natangen-groep
West-Mazurië-groep (Galinden)
Oost-Mazurië-group (Jatvingen)
Beneden-Memel en Koerland-groep (Koeren)
Geborsteldkeramiekcultuur
Milogradcultuur
Dnjepr-Dvinacultuur
Pommerse gezichtsurnencultuur
klokgravencultuur

De klokgravencultuur (Duits:Glockengräbergruppe, Pools: Kultura grobów (pod) kloszowych) is een archeologische cultuur uit de ijzertijd, die zich ontwikkelde rond 500-400 voor Christus. 

## Verspreiding
De cultuur vormde zich aan het begin van de 5e-4e eeuw v.Chr. in het Weichsel- en Warta-bekken, door het binnendringen van stammen van de Pommerse gezichtsurnencultuur in het oostelijke deel van het gebied van de Lausitzcultuur. Tijdens de Midden-La-Tèneperiode breidde het gebied van de klokgravencultuur zich in het westen uit tot de middenloop van de Oder. Dragers van de klokgravencultuur trokken naar het oosten en zuidoosten, en drongen in West-Polesië door tot aan de rivier de Goryn (een zijrivier van de Pripjat). De meest oostelijke vindplaatsen zijn de Mlynisjtsje-begraafplaatsen bij Volodymyr en Drahitsjyn bij Pinsk. Door uitbreiding naar het zuidoosten en de onderwerping van de stammen van de Milogradcultuur, nam ze deel aan de vorming van de Zaroebyntsicultuur.

## Materiële cultuur
De nederzettingen van deze cultuur waren niet versterkt, en hadden meestal 20-40 inwoners. Ze bevonden zich op zandheuvels in de uiterwaarden van rivieren of op rivierterrassen. De woningen in het kerngebied zijn deels verdiept of op grondniveau, gebouwd met een balkenraamwerk. Een door V. B. Nikitina bij het dorp Koesitsji in het district Kamenets van de oblast Brest in Wit-Rusland onderzochte woning bestond uit een woonkamer en een aanbouw in de vorm van een luifel. De woning werd verwarmd door een haard in een ondiepe kuil.
Er waren grafheuvels met crematies. De resten van de crematie werden in aardewerk-urnen geplaatst of rechtstreeks op de bodem van de grafkuil gedeponeerd. Vaak werden de begrafenissen toegedekt met een omgekeerde klokvormige pot, waarvan de naam van de cultuur afgeleid is. In de graven vond men naast urnen spelden, broches, ringen, aardewerk en andere grafgiften. Op het grondgebied van Wit-Rusland zijn twee begraafplaatsen bekend, onderzocht door VB Nikitina en J. V. Koecharenko. In de buurt van Drogitsjin werden vijf graven onderzocht, waarvan twee met urnen en drie grafkuilen. Beide urnenbegrafenissen waren bedekt, in het ene met twee kommen, de andere met een kom en een pot. In de begraafplaats nabij het dorp Trostjanitsy in het district Kamenets werden naast aardewerk een bronzen fibula van een vroeg-La Tène-type, een ijzeren ring en bronzen hangers gevonden. Een aantal begraafplaatsen van de Lausitzcultuur bleven in gebruik tijdens de klokgravencultuur, wat aangeeft dat de laatstgenoemde een directe voortzetting was van de Lausitzcultuur. Een van deze begraafplaatsen is de necropolis van Warschau-Grochów, waar 370 Lausitzgraven en meer dan 20 klokgraven zijn opgegraven.
Het aardewerk zette deels de Pommerse tradities voort (urnen en stolpen met een geruwd lichaam en gladde bovenkant, schalen met geribbelde randen, amfora-vaten), en kwam deels voort uit de Lausitzcultuur (eivormige vaten, diepe potten met oren, enz.). Eenzelfde vermenging wordt waargenomen bij de sieraden, met name bij spelden.